# Stilpnaroma
Stilpnaroma är ett släkte av fjärilar. Stilpnaroma ingår i familjen tofsspinnare.
Kladogram enligt Catalogue of Life:
| Stilpnaroma | \| \| Stilpnaroma nasisi \| \| \| \| \| \| Stilpnaroma venosa \| \| \| \| \| \| Stilpnaroma vitrina \| \| \| \| |
|             | \| \| Stilpnaroma nasisi \| \| \| \| \| \| Stilpnaroma venosa \| \| \| \| \| \| Stilpnaroma vitrina \| \| \| \| |
|             | Stilpnaroma nasisi                                                                                              |
|             | |
|             | Stilpnaroma venosa                                                                                              |
|             | |
|             | Stilpnaroma vitrina                                                                                             |
|             | |